# Tina Anselmi

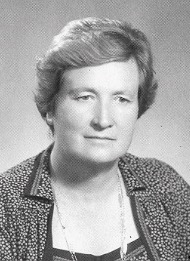
Tina Anselmi

Tina Anselmi (* 25. März 1927 in Castelfranco Veneto, Provinz Treviso, Venetien; † 1. November 2016 ebenda) war eine italienische Politikerin der Democrazia Cristiana (DC), die von 1968 bis 1992 Mitglied der Abgeordnetenkammer (Camera dei deputati) war. Sie war die erste Frau, die in einer italienischen Regierung ein Ministeramt bekleidete. Der Spiegel stufte sie in seinem Nachruf als Vorkämpferin für ein Gleichstellungsgesetz, eine Streiterin für Demokratie und Menschenrechte ein.

## Leben
Nachdem Tina Anselmi 1944 Augenzeugin einer Hinrichtung von 31 Gefangenen durch die deutschen Besatzer wurde, schloss sich die 17-jährige einer Partisanenbrigade an. Nach Kriegsende schloss sie ein Studium mit einem Laurea in lettere ab und war danach als Lehrerin tätig. Bei den Wahlen vom 19. April 1968 wurde sie für die DC erstmals zum Mitglied der Camera dei deputati gewählt und vertrat in dieser bis zum 22. April 1992 den Wahlkreis Venezia. In der fünften, sechsten und siebten Legislaturperiode war sie von Juli 1968 bis Juni 1979 Mitglied des Ausschusses für Arbeit und Sozialversicherung.
Am 16. März 1974 wurde Tina Anselmi von Ministerpräsident Mariano Rumor in ihr erstes Regierungsamt berufen und bekleidete bis zum 29. Juli 1976 in dessen fünftem Kabinett sowie im vierten und fünften Kabinett Moro die Funktion der Unterstaatssekretärin im Ministerium für Arbeit und Sozialversicherung (Sottosegretario di Stato al Lavoro e Previdenza Sociale).
Ministerpräsident Giulio Andreotti ernannte sie am 29. Juli 1976 zur Ministerin für Arbeit und Sozialversicherung (Ministro del Lavoro e Previdenza Sociale) in dessen drittem Kabinett, dem sie bis zum 11. März 1978 angehörte. Im folgenden vierten und fünften Kabinett Andreotti war sie vom 11. März 1978 bis zum 4. August 1979 Gesundheitsministerin (Ministro della Sanità).
Während der achten und neunten Legislaturperiode gehörte Tina Anselmi von Juli 1979 bis September 1985 dem Ausschuss für Hygiene und Gesundheit an und war zugleich von Dezember 1981 bis Juli 1987 Vorsitzende eines Parlamentarischen Untersuchungsausschusses zur Freimaurerloge Propaganda Due (P2). Über die dortigen Erfahrungen und die vom Meister vom Stuhl Licio Gelli geführte Loge verfasste sie unter anderem das 1984 erschienene Buch Un documento storico: il complotto di Licio Gelli. Der Der Spiegel schrieb über ihre Rolle im Untersuchungsausschuss: „...schaffte es auf ihre unbeugsame Art, die Loge um Licio Gelli als heimliche Kommandozentrale der italienischen Republik zu entlarven. Dabei schonte die bekennende Katholikin weder Parteifreunde noch politische Gegner.“
Sie war von September 1985 bis Juli 1987 erneut Mitglied des Ausschusses für Arbeit und Sozialversicherung und zuletzt während der zehnten Legislaturperiode zunächst von August bis November 1987 Mitglied des Sozialausschusses sowie im Anschluss von November 1987 bis April 1992 Mitglied des Arbeitsausschusses der Abgeordnetenkammer.

## Veröffentlichungen
- Il 1975 anno internazionale della donna : discorso pronunciato a Roma il 27 febbraio 1975 nella sede del Banco di Roma, sotto gli auspici del Centro italiano di studi per la conciliazione internazionale, Rom, Banco di Roma, 1975.
- Un documento storico : il complotto di Licio Gelli, 1984.
- La rocca del paradiso, Turin, SEI, 1985.
- Intorno a Macondo : itinerario per i giovani alla ricerca di un nuovo impegno civile, CENS, 1993.
- Nonostante donna : storie civili al femminile, Turin, Edizioni Gruppo Abele, 1996, ISBN 88-7670-263-6.
- Zia, cos'è la Resistenza?, San Cesario di Lecce, Manni, 2003, ISBN 88-8176-442-3.
- Bella ciao: la resistenza raccontata ai ragazzi, Pordenone, Biblioteca dell’immagine, 2004, ISBN 88-89199-00-8.
- Storia di una passione politica, in: La gioia condivisa dell’impegno, Mitautorin Anna Vinci, Sperling & Kupfer Mailand, 2006, ISBN 88-200-4051-4.